# Munningen

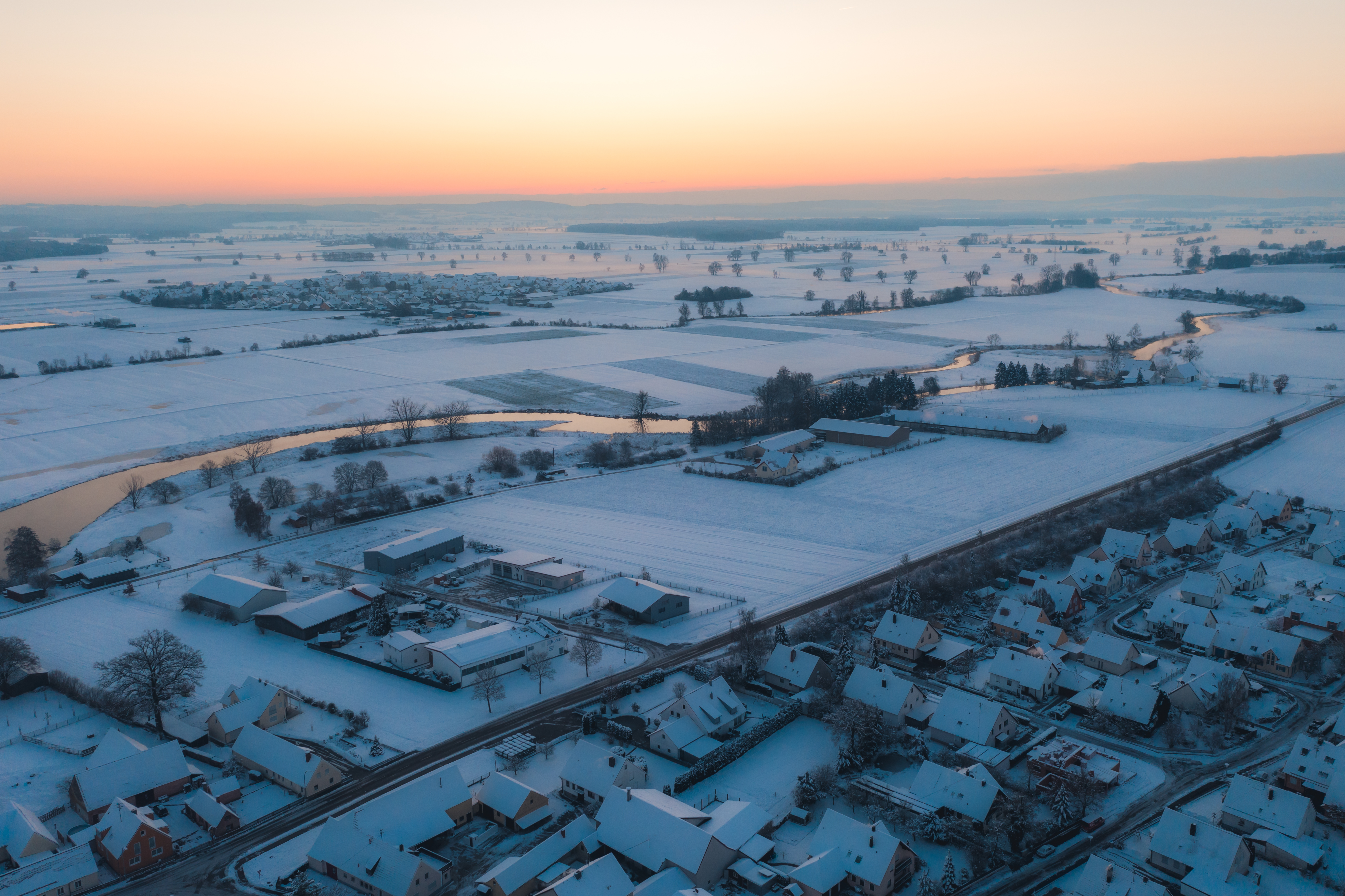
Luftbild, Dezember 2023

Munningen ist eine Gemeinde im schwäbischen Landkreis Donau-Ries.

## Geographie

### Lage
Munningen liegt an der Wörnitz, zwischen Oettingen in Bayern im Norden und Wechingen im Süden.

### Gemeindegliederung
Die Gemeinde besteht aus drei Gemarkungen und hat sieben Gemeindeteile (in Klammern ist der Siedlungstyp angegeben):
- Gemarkung Munningen mit Faulenmühle (Einöde), Munningen (Kirchdorf) und Ziegelmühle (Einöde)
- Gemarkung Laub mit Eulenhof (Einöde) und Laub (Pfarrdorf)
- Gemarkung Schwörsheim mit Haid (Dorf) und Schwörsheim (Kirchdorf)

## Geschichte

### Bis zur Gemeindegründung
Das Dorf hat, ausgehend vom Römerkastell Losodica, römischen Ursprung. Urkundlich wurde der Ort 1265 erstmals erwähnt. Im Mittelalter stand es unter der Territorialherrschaft der Grafen von Oettingen. Im Zuge der Reformation und der Aufteilung auf zwei Linien des Hauses Oettingen wurde das Dorf um 1550 konfessionell geteilt. Mit der Rheinbundakte 1806 kam der Ort zum Königreich Bayern. Im Zuge der Verwaltungsreformen in Bayern entstand mit dem Gemeindeedikt von 1818 die Gemeinde Munningen.

### Eingemeindungen
Am 1. Mai 1978 wurden im Zuge der Gebietsreform die Gemeinden Laub und Schwörsheim eingegliedert.

### Einwohnerentwicklung
Zwischen 1988 und 2018 wuchs die Gemeinde von 1671 auf 1733 um 62 Einwohner bzw. um 3,7 %.
- 1987: 1654
- 1995: 1762
- 2000: 1823
- 2005: 1796
- 2010: 1767
- 2015: 1797
- 2022: 1740

## Politik

### Bürgermeister
Seit Mai 2014 ist Dietmar Höhenberger Erster Bürgermeister. Er gewann die Wahl denkbar knapp mit 50,49 % der Stimmen gegen Christoph Schmid, der 49,51 % erzielte. In Stimmen ausgedrückt hatte Höhenberger zwölf Stimmen mehr. Bei der Kommunalwahl am 15. März 2020 wurde er als einziger Bewerber mit 91,9 % der gültigen Stimmen wieder gewählt.

### Gemeinderat
Dem Gemeinderat gehören der Erste Bürgermeister und zwölf weitere Mitglieder an. In der Amtszeit 2020–2026 stellen Freie Wählergemeinschaft/Vereinigte Wählergemeinschaft Munningen, Wählergemeinschaft Laub und Dorfgemeinschaft/Freie Wählergemeinschaft Schwörsheim jeweils vier Gemeinderäte.

## Verwaltung
Die Gemeinde ist Mitglied der Verwaltungsgemeinschaft Oettingen in Bayern.

## Wappen
| Wappen von Munningen | Blasonierung: „Gespalten von Rot und Gold mit zwei an den Spalt stoßenden Seitensparren in verwechselten Farben; aufgelegt ein nach rechts schief stehender silberner Kirchturm mit welscher Haube.“ |
| Wappen von Munningen | |

## Baudenkmäler

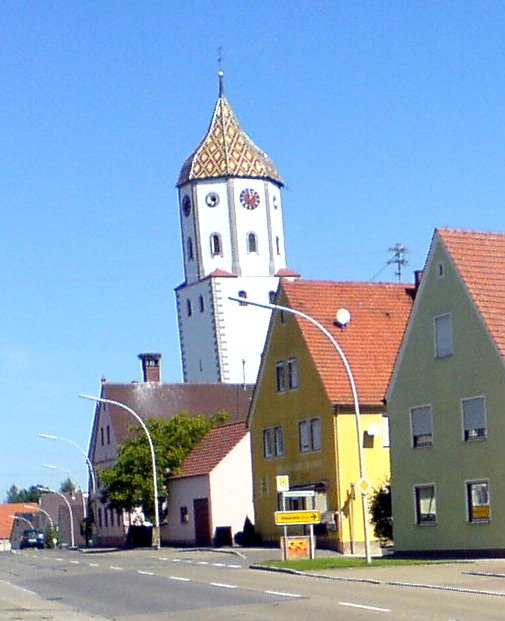
Schiefer Turm von Munningen

Der schiefe Kirchturm ist das Wahrzeichen von Munningen. Von der Spitze bis zum Grund steht der Turm der katholischen Pfarrkirche St. Peter und Paul rund 1,47 m aus dem Lot. Die katholische Kirche wurde im Jahr 2007 renoviert. Dabei wurden auch die Reliquien, die jahrzehntelang nicht mehr in die Altäre verbracht werden konnten, feierlich wiedereingesetzt.

## Verkehr
Seit Dezember 2009 führt die Staatsstraße St 2221 im Westen an Munningen vorbei und verbindet Oettingen und Wechingen direkt. Über die Kreisstraße DON 17, welche die neue Ortsumgehung in einem Kreisverkehr schneidet, ist Munningen mit der Bundesstraße 466 verbunden. Eine Gemeindeverbindungsstraße Richtung Osten führt nach Megesheim.
Die Buslinien 740 und 750 der Verkehrsgemeinschaft Donau-Ries verbinden Munningen werktags mit den umliegenden Ortschaften sowie den Bahnhöfen Hoppingen, Möttingen und Nördlingen an der Bahnstrecke Augsburg–Nördlingen.

## Persönlichkeiten
- Josef Fergg (1887–unbekannt), Jurist, Landrat und Ministerialrat